# Manai
Manai ou Maneia (acadiano: Mannai; hebraico bíblico Minni, מנּי; nome do povo geralmente maneanos, maneus ou manais) é o nome referente a uma região a sudeste do lago Úrmia, centralizada em torno da moderna Saquiz. Os maneus viveram nesse território em torno da séculos X a VII a.C. Naquela época, eles eram vizinhos dos impérios da Assíria e Urartu, além de outros pequenos estados-tampão entre os dois, como Musasir e Ziquirta. Pelo que sabemos, Manai expandiu e ganhou controle sobre as regiões adjacentes durante a primeira metade do século VII a.C.

Na Bíblia (Jeremias 51:27) os maneus são chamados Mini (minni). Na Enciclopédia Judaica (1906), Mini é identificada com Azerbaijão:
"De acordo com Peshiṭta e Targum Onkelos, os Mini da Bíblia (Jer. Li. 27) é o Azerbaijão - ou uma parte do país, conforme também se menciona Ararate (Isa. Xxxvii. 38; II Reis xix. 37) como parte do Azerbaijão".

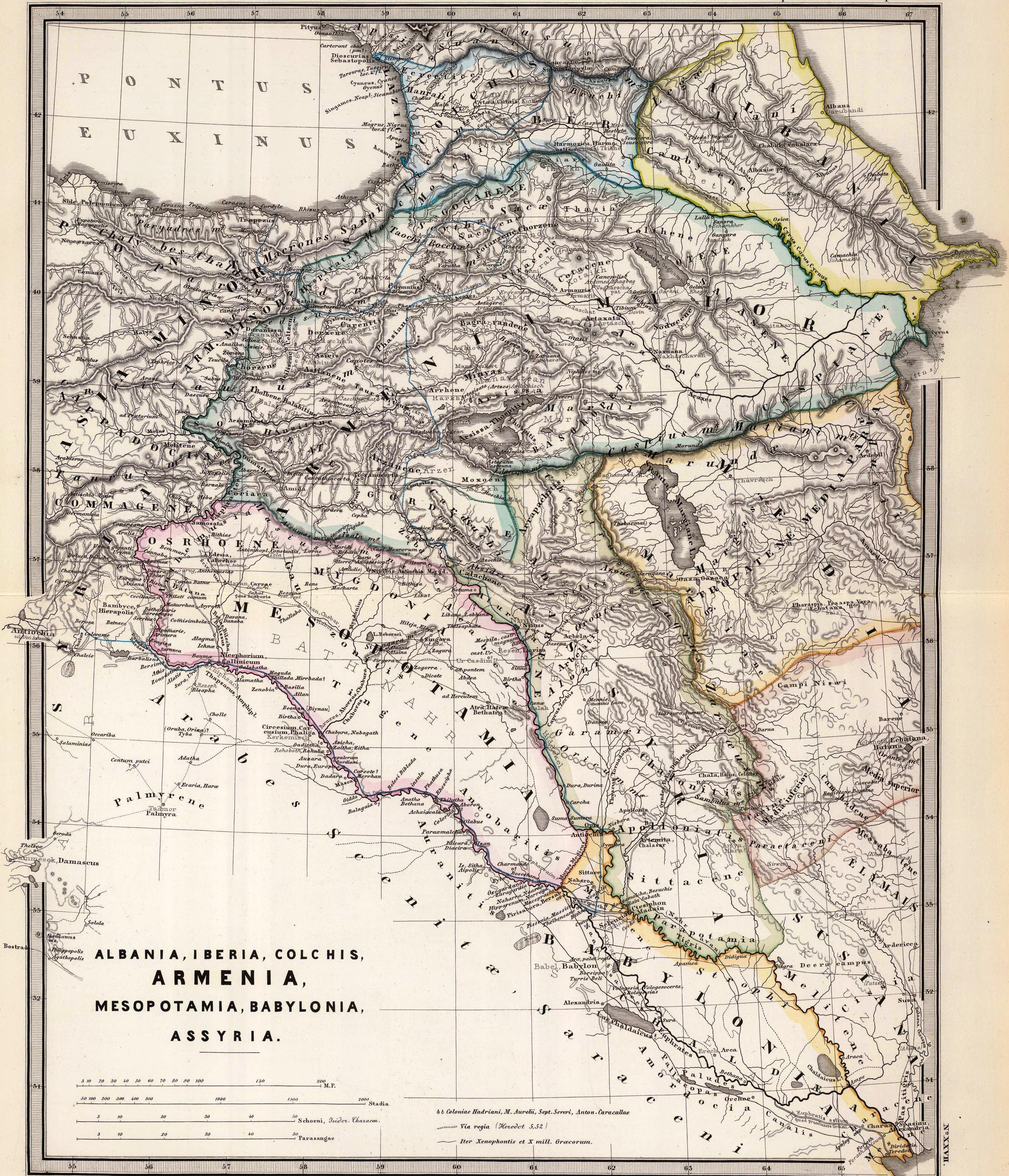
Região do antigo Azerbaijão Mini (Mínias, Manavaseã)

Mas também pode se relacionar a uma das regiões do antigo Azerbaijão, como Manavaseã (Mínias). Juntamente com Ararate e Asquenaz, esta é provavelmente a mesma Minie das inscrições assírias, correspondente a Manai. O Azerbaijão é interpretado por alguns estudiosos especializados como ḪARMinni, isto é, a “região montanhosa de Mini”. 
De acordo com exames do local e nomes pessoais encontrados nos textos assírios e urartianos, os maneus, ou pelo menos seus governantes, falavam hurrita, uma língua não-semita e não-indo-europeia relacionada ao urartiano, sem conexões linguísticas modernas.